# گل‌کوب واکاتوبی
گل‌کوب واکاتوبی (نام علمی: Dicaeum kuehni) نام یک گونه از سرده گل‌کوب‌های اصلی است.